# 米科·苏姆萨洛
米科·苏姆萨洛（芬蘭語：Mikko Sumusalo；1990年3月12日—）是一位芬蘭足球運動員。在場上的位置是左後衛。他現在效力於德國足球丙級聯丙級球隊漢莎羅斯托克足球俱樂部。他也代表芬蘭國家足球隊參賽。